# Ermanno Corsi
Ermanno Corsi (Carrara, 8 agosto 1939 – Napoli, 21 giugno 2025) è stato un giornalista e scrittore italiano.

## Biografia
Toscano d'origine, si trasferì giovanissimo a Torre del Greco e infine a Napoli nel 1970.
Dopo la maturità classica, si laureò in lettere moderne presso l'Università degli Studi di Napoli Federico II. Giornalista professionista dal 1960, iniziò la propria carriera nelle redazioni di Napoli e Roma de Il Tempo; passò poi a Il Mattino, diventando inviato speciale, vice-capocronista e redattore della terza pagina. Collaborò inoltre a vario titolo con Il Giorno, La Repubblica, Roma e Il Denaro, nonché coi periodici Il Mondo, L'Europeo, Nord e Sud. Diresse poi Civiltà del Mediterraneo, organo stampa consortile di 11 atenei italiani.
Nel 1978 entrò in Rai, venendo assegnato alla sede di Napoli, dove rimase fino al 2004: caporedattore del TG Regione della Campania, lo condusse regolarmente, così come alcune tribune politiche.
Fu presidente dell'Ordine dei giornalisti della Campania dal 1989 al 2007 ed ebbe ruoli dirigenziali nella Federazione Nazionale della Stampa Italiana e nell'Associazione napoletana della stampa. Cittadino onorario di sei comuni campani, fu nominato commendatore al merito della Repubblica italiana. È cugino del famoso violinista Salvatore Accardo.

## Opere (parziale)
- L'ultima Napoli: vicende personaggi inquietudini, con prefazione di Francesco De Martino, Edizioni scientifiche italiane, 1992
- Napoli contemporanea: la città dalla guerra al Duemila, Edizioni scientifiche italiane, 1995
- La città ogni giorno, Guida, 1996
- Mezzogiorno dimezzato: le regioni meridionali nella seconda Repubblica, Guida, 1997
- Il banchiere di Napoli, Edizioni Sintesi, 1988
- Terra di lavoro e di progresso: la provincia di Caserta nel terzo millennio, Guida, 2005
- La prima autostrada del sud: Napoli, Pompei, Salerno: 1925-1985
- Nicola Amore. Il sindaco che costruì il futuro portando Napoli nello Stato e lo Stato a Napoli, De Nigris, 2025, ISBN 979-1281105492